# Imperijalna dijeta
Imperijalna dijeta bila je savetodavno telo Svetog Rimskog carstva. To nije bilo zakonodavno telo u savremenom smislu; njeni članovi su ga zamišljali više kao centralni forum na kojem je važnije pregovarati nego odlučivati.
Članovi su joj bili Carski posedi, podeljeni u tri grupe. Dijeta kao stalna, uređena institucija evoluirala je iz Hoftaga (sudijskih skupština) srednjeg veka. Od 1663. do kraja carstva 1806. bila je u stalnom zasedanju u Regensburgu.
Svi carski posedi uživali su carsku neposrednost i stoga nad njima nije bilo druge vlasti osim samog cara Svetog rimskog carstva. Dok su sva imanja imala pravo na mesto i glas, samo su najznačajniji prinčevi Kolegijuma prinčeva imali individualni glas, dok su manji posedi, kao što su carske grofovije i carske opatije, imali samo pravo na kolektivni glas unutar njihove posebne stolice, kao i slobodni imperijalni gradovi koji pripadaju grupi (koledžu) gradova.
Pravo glasa je u osnovi počivalo na teritorijalnom pravu, što je rezultiralo time da kada je određeni princ stekao nove teritorije putem nasleđivanja ili na neki drugi način, on je takođe stekao njihova  glasačka prava u dijeti. Uglavnom, članovi nisu prisustvovali stalnoj dijeti u Regensburgu, već su umesto toga slali svoje predstavnike. Kasna carska dijeta je zapravo bila stalni sastanak ambasadora poseda.